# 향내격
문법에서, 향내격(영어: illative case, 약어 ILL; 라틴어 illatus "안으로 가져오다"에서 유래)는 핀란드어, 에스토니아어, 리투아니아어, 헝가리어 등에서 쓰이는 위치격 중 하나로, “안으로”의 의미를 가진다. 다음은 그 예시이다,
- 헝가리어: a ház(집)-a házba
- 에스토니아어: majja(집)-majasse
- 핀란드어: talo(집)-taloon
- 라투아니아어: laivas(보트)-laivan

## 핀란드어
핀란드어에서 이 격은 접미사 -hVn으로 실햔된다, 'V'는 단어의 마지막 모음과 같고, 단순 장모음이 등장할 수 있는 경우 경우 ‘h’를 제거한다. 예를 들어, talo + Vn은 장모음 “oo”와 함께 taloon이 된다. 하지만 maa + hVn 은 h의 소실 없이 ‘'maahan이 된다. 이 흔치 않고 복잡한 방법은 이 접미사의 재구된 형태인 유성 경구개 마찰음으로 설명할 수 있다. (현대 핀란드어에서는 구개음화가 일어나지 않고, h 또는 s로 변한다) 오스트로보스니아 방언에서는 h가 지워지지 않고 taloon대신 talohon이 된다.
핀란드어, 에스토니아어, 헝가리어의 다른 위치격은 다음과 같다.
- 재내격 ("안에")
- 탈외격 ("밖으로")
- 근접격 ("위에")
- 향외격 ("위로")
- 탈격 ("-로부터")

## 리투아니아어
리투아니아어에서 방향을 표지하는 향내격은 문어에서는 드물지만 특히 여러 방언의 구어에서는 보편적이다. 단수 향내격은 복수 향내격보다 더 자주 쓰이는데, 책, 신문 등애서 나타난다. 대개의 리투아니아어 명사는 향외격 조사를 취할 수 있다.  indicating that from the descriptive point of view the illative still can be treated as a case in Lithuanian. 20세기의 시작부터 이 격은 대개의 문법서외 교과서에 리투아니아어의 격으로 실려 있지 않았고, 전치격 구조 į+대격이 방향을 나타내는 데 더 많이 쓰인다. 옛 리투아니아어에서 이 격이 더 많이 쓰여서, 대니얼 클래인의 첫 리투아니아어 문법서에서는 향내격과 i-대격 형태가 둘 다 쓰이지만, 향내격이 더 고풍스러운 느낌을 준다고 말한 바 있다.이후에 향외격은 Dzukija나 동 Aukštaitija에서 자란 Vincas Krėvė-Mickevičius와 같은 작가들의 작품에서 자주 쓰였다.
리투아니아어의 향내격은 명사 부류에 따라 규칙적이지만 다른 접미사들이 붙는다. 단수 향내격 접미사는 n로 끝나고, 복수 향내격 접미사는 sna로 끝난다.
patraukti atsakomybėn ("to arraign"), dešinėn! (“오른쪽으로 돌아라")과 같은 여러 관용표현에는 향내격이 여전히 쓰인다.
다음은 향내격 접미사의 예시이다.
- 남성명사 (단수, 단수 향내격, 복수, 복수 향내격, 해석 순):
  - karas, karan, karai, karuosna, 전쟁
  - lokys, lokin, lokiai, lokiuosna, 곰
  - akmuo, akmenin, akmenys, akmenysna, 돌
- 여성명사(순서는 위와 같음):
  - upė, upėn, upės, upėsna, 강
  - jūra, jūron, jūros, jūrosna, 바다
  - obelis, obelin, obelys, obelysna, 사과나무

## 같이 보기
다른 위치격들은 다음과 같다.
- 재내격 ("-안에")
- 탈내격 ("-안에서부터")
- 탈외격 ("-밖에서부터")
- 근접격 ("-위에")
- 탈격 ("-로부터”)
- 격

## 추가 문헌
- Karlsson, Fred (2018). 《Finnish - A Comprehensive Grammar》. London and New York: Routledge. ISBN 978-1-138-82104-0.
- Anhava, Jaakko (2015). “Criteria For Case Forms in Finnish and Hungarian Grammars”. 《journal.fi》. Helsinki: Finnish Scholarly Journals Online.